# Горм Стари
Горм Стари (дан. Gorm den Gamle, око 883-940) био је краљ Јиланда, једне од удеоних краљевина у Данској на прелазу 9. и 10. века. Подигао је одбрамбени појас Даневирке (дан. Deannevirke) за одбрану јужних граница Данске од Саксонаца. 
Његов син, Харалд Плавозуби (дан. Harald Blaatand, 940-985) проширио је своју власт на целу данашњу Данску и превео народ у хришћанство.